# Daniel Brühl
Daniel César Martín González Brühl (Barcelona, 16 de junho de 1978) é um ator teuto-hispânico.
Atualmente protagonista da série O Alienista, da TNT, como o Dr. Laszlo Kreizler.

## Biografia
Brühl nasceu em Barcelona, na Espanha. Seu pai era o diretor de TV teuto-brasileiro Hanno Brühl, que nasceu em São Paulo, no Brasil. Sua mãe espanhola, Marisa González Domingo, era professora. Ele também tem um irmão e uma irmã, Oliver e Miriam. Criado em uma casa totalmente multilíngue, ele fala fluentemente alemão, inglês, espanhol, francês e português.
Aos oito anos, Daniel Brühl ganhou um concurso de leitura que lhe deu a chance de aparecer na rádio WDR na Alemanha. Do trabalho vocal e de dublagem, ele seguiu o caminho para a carreira de ator, e o primeiro papel importante foi no filme para a televisão “Svens Geheimnis”.
O ator conquistou renome internacional pela atuação no filme de 2003 Adeus, Lenin!, que lhe rendeu sete prêmios. No mesmo ano, atuou, ao lado de August Diehl, em Pra Que Serve o Amor Só em Pensamentos?. Em 2004, estrelou Farland e Os Edukadores, muito bem recebido no Festival de Cannes. Também em 2004, fez o papel de um violinista misterioso, ao lado de Judi Dench, em O Violinista que Veio do Mar, antes de estrelar na coprodução internacional Feliz Natal, em 2005. Em 2007, fez uma pequena participação no filme O Ultimato Bourne. Já em 2009, interpretou o sniper nazista Fredrik Zoller, no filme Inglorious Bastards (Bastardos Inglórios) de Quentin Tarantino.
Em 2013 interpretou o piloto de Fórmula 1 Niki Lauda no filme Rush. Para entender melhor o funcionamento dos carros de corrida, ele pilotou um monoposto da F3 em Montmeló, antes da filmagens começarem.

## Filmografia

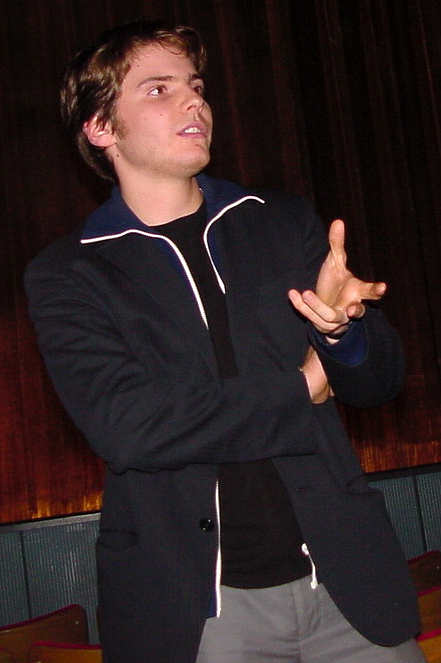
Daniel Brühl no Biberach Independent Film Festival (2002).

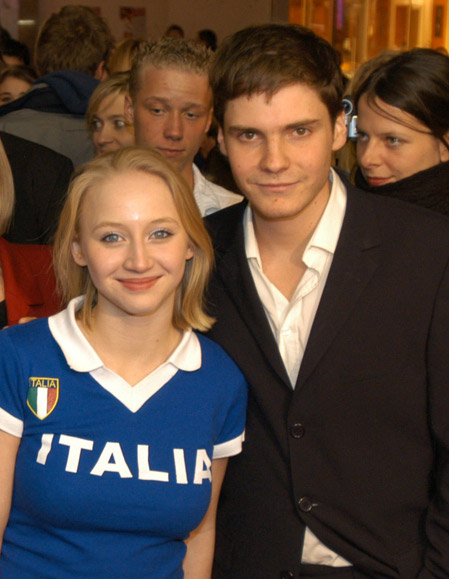
Daniel Brühl e a atriz Anna Maria Mühe (esq.), em 12 de fevereiro de 2004, na estreia do filme Was nützt die Liebe in Gedanken.

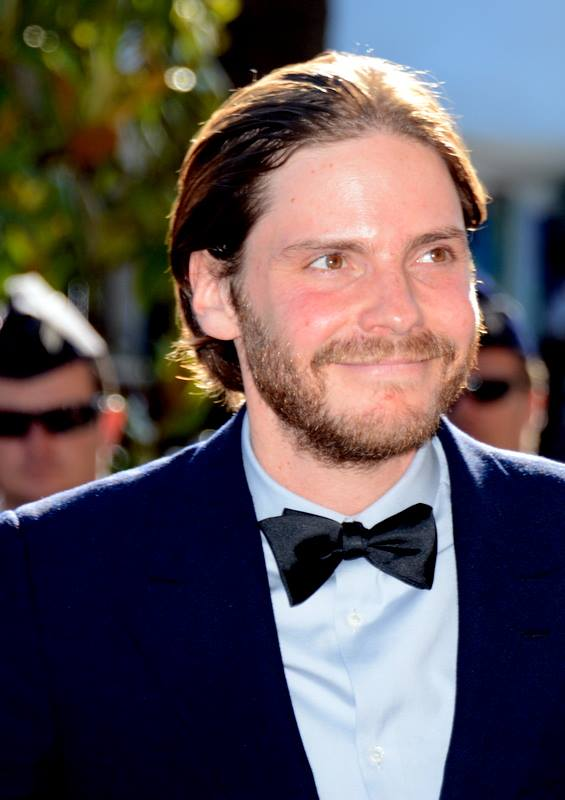
Brühl, Cannes Film Festival 2014

| Ano  | Título                                       | Papel                    |
| ---- | -------------------------------------------- | ------------------------ |
| 1999 | Schlaraffenland                              | Menino tcheco            |
| 2000 | Schule                                       | Markus                   |
| 2000 | Deeply                                       | Jay                      |
| 2001 | Nichts bereuen                               | Daniel                   |
| 2001 | The White Sound                              | Lukas                    |
| 2001 | Honolulu                                     | Marek                    |
| 2002 | Vaya Con Dios                                | Arbo                     |
| 2002 | Elefantenherz                                | Marko                    |
| 2003 | Adeus, Lenin!                                | Alexander Kerner         |
| 2004 | Love in Thoughts                             | Paul                     |
| 2004 | O Violinista que Veio do Mar                 | Andrea Marowski          |
| 2004 | Farland                                      | Frank                    |
| 2004 | Os Edukadores (Die fetten Jahre sind vorbei) | Jan                      |
| 2005 | Feliz Natal                                  | Horstmayer               |
| 2006 | Cargo                                        | Chris                    |
| 2006 | Salvador                                     | Salvador Puig Antich     |
| 2006 | Um Amigo Meu (Ein Freund von mir)            | Karl                     |
| 2007 | 2 Dias em Paris                              | Lukas                    |
| 2007 | O Ultimato Bourne                            | Martin Kreutz            |
| 2008 | Vítimas da Guerra                            | Klaus                    |
| 2008 | Prisioneiros da Magia (Krabat)               | Tonda                    |
| 2008 | Um Pouco de Chocolate                        | Marcos                   |
| 2009 | John Rabe                                    | Dr. Georg Rosen          |
| 2009 | Las madres de Elna                           | Amaro                    |
| 2009 | A Condessa                                   | Istvan Thurzo            |
| 2009 | Dinosaurier                                  | Tobias Hardmann          |
| 2009 | Bastardos Inglórios                          | Fredrick Zoller          |
| 2009 | Lila, Lila                                   | David Kern               |
| 2010 | Estrada de Rei                               | Rupert                   |
| 2010 | Os Próximos Dias                             | Hans Krämer              |
| 2011 | EVA                                          | Álex Garel               |
| 2011 | Lições de um Sonho                           | Konrad Koch              |
| 2011 | 2 Dias em Nova York                          | The Oak Fairy            |
| 2011 | E se Vivêssemos Todos Juntos?                | Dirk                     |
| 2011 | Intrusos                                     | Father Antonio           |
| 2012 | Tirando a Sorte Grande                       | Iván Pelayo              |
| 2012 | 7 Dias em Havana                             | Leonardo, o Espanhol     |
| 2013 | Rush                                         | Niki Lauda               |
| 2013 | O Quinto Poder                               | Daniel Domscheit-Berg    |
| 2013 | O Homem mais Procurado                       | Max                      |
| 2014 | Kaminski e Eu                                | Sebastian Zöllner        |
| 2015 | A Face De Um Anjo                            | Thomas                   |
| 2015 | Burnt                                        | Tony                     |
| 2016 | Capitão América: Guerra Civil                | Helmut Zemo / Barão Zemo |
| 2017 | O Zoológico de Varsóvia                      | Lutz Heck                |
| 2018 | O Paradoxo Cloverfield                       | Schmidt                  |
| 2018 | O Alienista                                  | Dr. Lazlo Kreizler       |
| 2018 | 7 Dias em Entebbe                            | Wilfried Böse            |
| 2021 | Falcão e o Soldado Invernal                  | Helmut Zemo / Barão Zemo |
| 2022 | Im Westen nichts Neues                       | Matthias Erzberger       |